# 钟国顺
钟国顺（1987年8月5日—），重庆市万州区人，中国举重运动员，77公斤级世界冠军。

## 简介
- 2006年，第32届世界青年举重锦标赛77公斤级抓举和总成绩两项冠军[1]；
- 第6届全国城运会77公斤级冠军[1]；
- 2011年在全国男子举重锦标赛77公斤级获抓举第三名[1]；
- 2014年全国锦标赛77公斤级抓举、挺举、总成绩三枚金牌[1]；
- 2014年世界举重锦标赛77公斤级冠军[2]；
- 2017年全运会77公斤级亚军[1]。